# Hylton Castle
Hylton Castle är ett slott i Sunderland i Storbritannien. Det ligger i grevskapet Tyne and Wear och riksdelen England, i den centrala delen av landet, 400 km norr om huvudstaden London. Hylton Castle ligger 41 meter över havet.
Terrängen runt Hylton Castle är platt. Runt Hylton Castle är det mycket tätbefolkat, med 1 056 invånare per kvadratkilometer. Närmaste större samhälle är Newcastle upon Tyne, 12,3 km nordväst om Hylton Castle. Runt Hylton Castle är det i huvudsak tätbebyggt.